# Johan Sandström (oceanograf)
För andra betydelser, se Johan Sandström.
Johan Wilhelm Sandström, ofta refererad som J. W. Sandström, född 6 juni 1874 i  Degerfors, Västerbottens län, död 1947, var en svensk oceanograf, fysiker och meteorolog.
Sandström blev 1898 amanuens vid Meteorologiska centralanstalten, 1903 hydrograf vid Svenska Hydrografisk-Biologiska Kommissionen 1906 assistent hos Vilhelm Bjerknes, 1908 byråingenjör vid Hydrografiska byrån, 1914 statsmeteorolog och 1919 byrådirektör vid Statens meteorologisk-hydrografiska anstalt (SMHA). 
Sandströms arbeten behandlar huvudsakligen problem inom den dynamiska meteorologin och hydrografin, vari han genom experiment och matematiska härledningar klarlade de fysikaliska förutsättningarna för vinden och havsströmmarna. Ett uppdrag av Kanadas Naval Department att dynamiskt bearbeta de hydrografiska observationerna från Newfoundlandsbankarna gav honom anledning till en grundlig och allsidig experimentell härledning av havsströmmarnas orsaker samt vindens och issmältningens inflytande på dem. 
Han är mest känd för att 1908 lett en rad klassiska experiment på Bornö hydrografiska fältstation i Gullmarn om havsströmmars påverkan av uppvärmning och avkylning. Hans slutsatser om termisk cirkulation kallas numera för Sandströms teorem och används idag av oceanografer över hela världen.
Sandström invaldes som ledamot av Kungliga Vetenskapsakademien 1925.